# هاريت بتلر
هاريت بتلر (بالإنجليزية: Harriet Butler)‏ هي لاعبة كرة مضرب أمريكية. هي إحدى بطلات الجراند سلام حيث فازت بالبطولة الوطنية الأمريكية لزوجي السيدات في سنة 1893 مع ألين تيري.

## النهائيات

### الزوجي اللقب (1)
| السنة | البطولة                     | الشريك    | المنافس              | النتيجة  |
| 1893  | بطولة أمريكا المفتوحة للتنس | ألين تيري | أوغستا شولتز إم ستون | 6-4, 6-3 |